# Thomas Henry Espinell Compton Espin
Il Reverendo Thomas Henry Espinell Compton Espin (Birmingham, 28 maggio 1858 – Tow Law, 2 dicembre 1934) è stato un astronomo britannico.
Dopo aver studiato Teologia  ad Oxford prese gli Ordini Sacri e divenne Curato a West Kirby nel 1881, quindi a Vallasey nel 1883 ed infine a Wolsingham nel 1885. Nel 1888 divenne Vicario di Tow Law nella contea di Durham mantenendo tale posto sino alla sua morte. Incominciò ad interessarsi di astronomia a seguito dell’apparizione della cometa C/1874 H1 scoperta nel 1874 da Jérôme Eugène Coggia divenendo un appassionato astronomo dilettante ed un esperto osservatore. Nel 1876 conobbe il Reverendo Thomas William Webb autore del testo di divulgazione astronomica Celestial Objects for Common Telescopes del cui testo curò alcune edizioni successive. Scoprì numerosi oggetti celesti tra cui diverse nebulose, stelle variabili e più di 2500 stelle binarie. Studiò gli spettri elettromagnetici delle stelle e le nane rosse delle quali pubblicò un catalogo. Scoprì la nova Nova Lacertae 1910 nella costellazione Lucertola. Si interessò anche di botanica, di geologia, in particolare studiò le rocce vulcaniche tra cui quelle dell'Etna e del Vesuvio che visitò personalmente nel 1923, e si dedicò anche alla costruzione di apparecchiature a raggi X. 

## Onorificenze
- Divenne membro (Fellow) della Royal Astronomical Society nel 1878
- Fu membro corrispondente della Royal Astronomical Society of Canada dal 1893
- Ricevette la medaglia Jackson-Gwilt della Royal Astronomical Society nel 1913
- Fu membro della Astronomical e Astrophysical Society of America dal 1914
- gli è stato intitolato il cratere lunare Espin[3].